# Novalena lobata
Novalena lobata là một loài nhện trong họ Agelenidae.
Loài này thuộc chi Novalena. Novalena lobata được Frederick Octavius Pickard-Cambridge miêu tả năm 1902.